# Đường cao tốc Thành phố Hồ Chí Minh – Chơn Thành – Hoa Lư
Đường cao tốc Thành phố Hồ Chí Minh – Chơn Thành – Hoa Lư (ký hiệu toàn tuyến là CT.30) là một đoạn đường cao tốc thuộc hệ thống đường cao tốc Việt Nam kết nối Thành phố Hồ Chí Minh với cửa khẩu Hoa Lư của tỉnh Đồng Nai.
Đường cao tốc này từng được quy hoạch từ năm 2015 đến 2021 với ký hiệu cũ là CT.15 và lộ trình chỉ kết thúc tại Chơn Thành.

## Thiết kế

### Đoạn Thành phố Hồ Chí Minh – Chơn Thành

#### Vị trí
Theo quy hoạch, tuyến đường có chiều dài 69 km, trong đó 28 km đường đi trên cao, 1,5 km đường dẫn cao tốc với điểm đầu tại nút giao Gò Dưa, Thủ Đức, Thành phố Hồ Chí Minh. Điểm đầu phần cao tốc tại đường vành đai 3, Thuận An, Bình Dương. Điểm cuối giai đoạn 1 tại thị xã Chơn Thành, Bình Phước, kết nối với đường Hồ Chí Minh. Trong đó đoạn qua Thành phố Hồ Chí Minh dài 9 km; đoạn qua Bình Dương dài 53 km và đoạn qua Bình Phước dài 7 km.

#### Hướng tuyến
Hướng tuyến đi từ đường vành đai 3 (Km 0 + 00) đi trùng ĐT.743, ĐT.747 tới trước cầu Khánh Vân, sau đó chuyển hướng rẽ trái tách khỏi đường hiện tại, đi men theo suối Cái và song song với ĐH.409. Tuyến cắt ĐT.747A tại Cổng Xanh, sau đó đi song song và giao cắt với ĐT.741, cắt đường tạo lực Bắc Tân Uyên – Phú Giáo – Bàu Bàng, lên xã An Long, huyện Phú Giáo đến ranh giới tỉnh Bình Phước rồi đi thẳng lên phía Bắc và giáp phía Đông của Khu công nghiệp Becamex Bình Phước, kết nối với quốc lộ 14.

#### Đoạn qua tỉnh Bình Dương
Tổng chiều dài tuyến khoảng 45,747 km, quy mô đường cao tốc, vận tốc thiết kế 100 km/h, là công trình giao thông cấp I. Đầu tư phân kỳ từ đường vành đai 3 (Km 0 + 00) đến cầu Khánh Vân (Km 6 + 500) giữ nguyên hiện trạng, chỉ nghiên cứu các giải pháp tổ chức giao thông tại các vị trí nút giao trên nguyên tắc hạn chế tối đa việc giải phóng mặt bằng. Đoạn từ cầu Khánh Vân (Km 6 + 500) đến cuối tuyến giải phóng mặt bằng theo quy mô quy hoạch (bề rộng 60m) và đầu tư 4 làn xe cao tốc đầy đủ (có làn dừng khẩn cấp liên tục).
Tại kỳ họp thứ 13, HĐND tỉnh Bình Dương khóa X đã ban hành Nghị quyết về chủ trương đầu tư dự án đường cao tốc Thành phố Hồ Chí Minh – Thủ Dầu Một – Chơn Thành (đoạn qua tỉnh Bình Dương) theo phương thức đối tác công tư (PPP).
Dự án có tổng mức đầu tư sơ bộ là 17.408 tỷ đồng, trong đó, vốn tham gia của Nhà nước là 8.530 tỷ đồng (đảm nhiệm các hạng mục bao gồm toàn bộ chi phí giải phóng mặt bằng, hỗ trợ chi phí xây dựng khoảng 246 tỷ đồng. Vốn huy động từ nhà đầu tư là 8.878 tỷ đồng; trong đó, 70% vốn vay ngân hàng, 30% vốn chủ sở hữu của nhà đầu tư. Nhà đầu tư đề xuất là Liên danh Tổng công ty Đầu tư và Phát triển công nghiệp - CTCP – Công ty Cổ phần phát triển hạ tầng kỹ thuật – Công ty Cổ phần Tập đoàn Đèo Cả – Công ty Cổ phần Đầu tư hạ tầng giao thông Đèo Cả (Liên danh).
Đường cao tốc chính thức được khởi công xây dựng ngày 14 tháng 12 năm 2024 (đoạn qua Bình Phước) và vào ngày 1 tháng 2 năm 2025 (đoạn qua Bình Dương), dự kiến hoàn thành vào năm 2027.

## Lộ trình chi tiết
- IC – Nút giao, JCT – Điểm lên xuống, SA – Khu vực dịch vụ (Trạm dừng nghỉ), TN – Hầm đường bộ, TG – Trạm thu phí, BR – Cầu
- Đơn vị đo khoảng cách là km.

### Đoạn Thành phố Hồ Chí Minh – Thủ Dầu Một – Chơn Thành
| Số                                                      | Tên                                                     | Khoảng cách từ đầu tuyến                                | Kết nối                                                                 | Ghi chú                                                 | Vị trí                                                  | Vị trí                                                  |
| Kết nối trực tiếp với đường Võ Chí Công (Đang thi công) | Kết nối trực tiếp với đường Võ Chí Công (Đang thi công) | Kết nối trực tiếp với đường Võ Chí Công (Đang thi công) | Kết nối trực tiếp với đường Võ Chí Công (Đang thi công)                 | Kết nối trực tiếp với đường Võ Chí Công (Đang thi công) | Kết nối trực tiếp với đường Võ Chí Công (Đang thi công) | Kết nối trực tiếp với đường Võ Chí Công (Đang thi công) |
| ------------------------------------------------------- | ------------------------------------------------------- | ------------------------------------------------------- | ----------------------------------------------------------------------- | ------------------------------------------------------- | ------------------------------------------------------- | ------------------------------------------------------- |
| 1                                                       | IC Gò Dưa                                               | 0.0                                                     | Quốc lộ 1 Đường tỉnh 43 Đường tỉnh 743 Đường Tô Ngọc Vân                | Đầu tuyến đường cao tốc giai đoạn 2 Chưa thi công       | Thành phố Hồ Chí Minh                                   | Thủ Đức                                                 |
| 2                                                       | IC An Phú                                               |                                                         | Đường vành đai 3 (Thành phố Hồ Chí Minh)                                | Đầu tuyến đường cao tốc giai đoạn 1 Đang thi công       | Bình Dương                                              | Thành phố Thuận An                                      |
| 3                                                       | IC Khánh Vân                                            |                                                         | Đường tỉnh 747B                                                         | Đang thi công                                           | Bình Dương                                              | Thành phố Tân Uyên                                      |
| 4                                                       | IC Vành đai 4                                           |                                                         | Đường vành đai 4 (Thành phố Hồ Chí Minh)                                | Đang thi công                                           | Bình Dương                                              | Thành phố Tân Uyên                                      |
| 5                                                       | IC Cổng Xanh                                            |                                                         | Đường tỉnh 747                                                          | Đang thi công                                           | Bình Dương                                              | Bắc Tân Uyên                                            |
| 6                                                       | IC Phước Hòa                                            |                                                         | Đường tỉnh 741                                                          | Đang thi công                                           | Bình Dương                                              | Phú Giáo                                                |
| 7                                                       | IC Phú Giáo - Bàu Bàng                                  |                                                         | Đường tỉnh 750                                                          | Đang thi công                                           | Bình Dương                                              | Phú Giáo                                                |
| 8                                                       | IC Chơn Thành                                           |                                                         | Đường cao tốc Gia Nghĩa – Chơn Thành Đường cao tốc Chơn Thành – Đức Hòa | Đang thi công                                           | Bình Phước                                              | Thị xã Chơn Thành                                       |
| 9                                                       | IC Quốc lộ 14                                           |                                                         | Quốc lộ 14                                                              | Cuối tuyến đường cao tốc Đang thi công                  | Bình Phước                                              | Thị xã Chơn Thành                                       |
| Kết nối trực tiếp với Đường cao tốc Chơn Thành – Hoa Lư |                                                         |                                                         |                                                                         |                                                         |                                                         |                                                         |
| 1.000 mi = 1.609 km; 1.000 km = 0.621 mi                |                                                         |                                                         |                                                                         |                                                         |                                                         |                                                         |